# Burton Francis
Pour les articles homonymes, voir Francis.
Pas d'image ? Cliquez ici

a Compétitions nationales et continentales officielles uniquement.

Dernière mise à jour le 31 juillet 2018.
Burton Francis, né le 2 janvier 1987 à Paarl, est un joueur sud-africain de rugby à XV évoluant au poste de demi d'ouverture ou, plus rarement au poste d'arrière.

## Carrière

### Blue Bulls / Bulls
Burton Francis rejoint les Bulls en 2006 pour l'équipe des moins de 19 et moins de 21 ans avant de passer en contrat pro en 2008 et jouer son premier match contre les Mighty Elephants. Deux mois plus tard, il joue, toujours en remplaçant, son premier match en Super Rugby, où son équipe l'emporte sur les Brumbies au score de 28-17.

### Golden Lions / Lions
Burton Francis passe ensuite deux saisons aux Golden Lions. Il joue alors 12 matchs en Super Rugby et autant en Currie Cup et il en joue 3 en Vodacom Cup

### Western Province / Stormers
Le demi d'ouverture n'a passé qu'un an aux Stormers (2012) où il ne jouera d'ailleurs que 6 matchs, plus un autre sous les couleurs de la Western Province.

### SWD Eagles
Burton Francis ne fait qu'un court passage dans l'équipe des SWD Eagles en 2012 mais ne sera pas conservé par son club après une blessure à l'épaule.

### Griquas / Cheetahs
Il rejoint en 2013 l'équipe sud-africaine des Cheetahs en étant titulaire à six reprises en Super Rugby. Bien qu'étant intégré dans l'équipe des Wildeklawer Griquas (Vodacom Cup), il ne jouera aucun match.

### Agen
Depuis 2013, Burton Francis évolue en France, au SU Agen. Il connaît d'abord la Pro D2 puis le Top 14 lors de la saison 2015-2016, avant que son club ne soit relégué l'année suivante. Il inscrit avec son club en Pro D2, de septembre 2013 à mai 2015, près de 600 points pour presque 60 matchs, soit un ratio de 10 points par match.
Lors de la saison passée en Top 14, alors que son club est relégable pendant 25 journées (sur 26), Burton Francis finit à la troisième place des meilleurs marqueurs de points. En effet, le buteur du SUA a inscrit 246 points (derrière Gaëtan Germain avec 319 pts, et Zack Holmes, 254 pts).  

## Palmarès
- Vainqueur du barrage d'accession au championnat de France en 2018 avec le FC Grenoble